# Telèdice
Telèdice (en grec antic: Τηλεδικη) va ser, segons la mitologia grega, una nimfa esposa de Foroneu, el primer rei mortal del Peloponès. Segons el Pseudo-Apol·lodor va ser la mare d'Apis i Níobe.
Altres fonts diuen que les consorts de Foroneu eren Cerdo, Cinna, Perimede, o Peito.